# Puchar Niemiec w piłce nożnej (2022/2023)
Puchar Niemiec w piłce nożnej mężczyzn 2022/2023 – 80. edycja rozgrywek mających na celu wyłonienie zdobywcy Pucharu Niemiec, który uzyska tym samym prawo gry w fazie grupowej Ligi Europy UEFA sezonu 2023/2024. W finale rozegranym na Stadionie Olimpijskim w Berlinie, RB Lipsk pokonał Eintracht Frankfurt broniąc tytuł zdobyty przed rokiem.

## Uczestnicy
| uczestnicy Bundesligi w sezonie 2021/2022 wszystkie zespoły | uczestnicy 2. Bundesligi w sezonie 2021/2022 wszystkie zespoły | 4 najlepsze drużyny 3. Bundesligi w sezonie 2021/2022 oraz zdobywcy pucharów regionalnych 28 zespołów |
| --- | --- | --- |
| - Bayern Monachium - Borussia Dortmund - Bayer 04 Leverkusen - RB Lipsk - 1. FC Union Berlin - SC Freiburg - 1. FC Köln - 1. FSV Mainz 05 - TSG 1899 Hoffenheim - Borussia Mönchengladbach - Eintracht Frankfurt - VfL Wolfsburg - VfL Bochum - FC Augsburg - VfB Stuttgart - Hertha BSC - Arminia Bielefeld - SpVgg Greuther Fürth | - FC Schalke 04 - Werder Brema - HSV - SV Darmstadt 98 - FC St. Pauli - 1. FC Heidenheim - SC Paderborn 07 - 1. FC Nürnberg - Holstein Kiel - Fortuna Düsseldorf - Hannover 96 - Karlsruher SC - Hansa Rostock - SV Sandhausen - SSV Jahn Regensburg - Dynamo Drezno - FC Erzgebirge Aue - FC Ingolstadt 04 | - FV Illertissen - SpVgg Bayreuth - FC Viktoria 1889 Berlin - Energie Cottbus - Bremer SV - FC Teutonia 05 Ottensen - Kickers Offenbach - SV Straelen - BSV Schwarz-Weiß Rehden - Blau-Weiß Lohne - TSG Neustrelitz - FC Viktoria Köln - FC Einheit Wernigerode - VfB Lübeck - SV Oberachern - TSV Schott Mainz - SV Rödinghausen - 1. FC Kaan-Marienborn 07 - Stuttgarter Kickers - Eintracht Brunszwik - FV Engers 07 - TSV 1860 Monachium - FC Carl Zeiss Jena - SV 07 Elversberg - 1. FC Kaiserslautern - Chemnitzer FC - SV Waldof Mannheim - 1. FC Mageburg |

## Plan rozgrywek
- 1. runda – 29 lipca - 1 sierpnia 2022[a]
- 2. runda – 18-19 października 2022
- 3. runda – 31 stycznia - 1 lutego i 7-8 lutego 2023
- ćwierćfinał – 4-5 kwietnia 2023
- półfinał – 2-3 maja 2023
- finał – 3 czerwca 2023

## Rozgrywki

### 1. runda
Mecze pierwszej rundy rozegrano w dniach 29 lipca - 1 sierpnia 2022 roku.
| 29 lipca 2022 | 1. FC Kaan-Marienborn 07 | 0:2   | 1. FC Nürnberg           |                                     |
| 18:01         |                          | (0:1) | 45' Geis · 84' Valentini | Widzów: 8 000 Sędzia: Robert Kampka |

| 29 lipca 2022 | TSG Neustrelitz | 0:8   | Karlsruher SC                                                                     |                                       |
| 18:01         |                 | (0:3) | 12', 14', 41' Schleusener · 67' Gondorf · 72' Batmaz · 73' Gordon · 82', 87' Rapp | Widzów: 5 000 Sędzia: Konrad Oldhafer |

| 29 lipca 2022 | Dynamo Drezno | 0:1   | VfB Stuttgart             |                                           |
| 18:01         |               | (0:1) | 33' Czurlinow · 67' Anton | Widzów: 22 644 Sędzia: Florian Badstübner |

| 29 lipca 2022 | TSV 1860 Monachium | 0:3   | Borussia Dortmund                       |                                       |
| 20:46         |                    | (0:3) | 8' Malen · 31' Bellingham · 35' Adeyemi | Widzów: 15 000 Sędzia: Benjamin Brand |

| 30 lipca 2022 | FC Viktoria 1889 Berlin | 0:3   | VfL Bochum                           |                                   |
| 13:01         |                         | (0:2) | 18' Zoller · 22' Asano · 65' Hofmann | Widzów: 5 573 Sędzia: Patrick Alt |

| 30 lipca 2022 | SV Straelen                         | 3:4   | FC St. Pauli                                         |                                 |
| 13:01         | 19', 80' Vicario · 42' Nshimirimana | (2:2) | 26' Smith · 40', 90' Medić · 62' Otto · 76' Saliakas | Widzów: 5 874 Sędzia: Tom Bauer |

| 30 lipca 2022 | SSV Jahn Regensburg                                  | 2:2 k. 4:3    | 1. FC Köln                                         |                                    |
| 15:31         | 18' Albers · 27' Owusu                               | (2:1, k. 4:3) | 28' Uth · 63' Ljubicic                             | Widzów: 13 236 Sędzia: Felix Brych |
| 15:31         | · Makridis · Thalhammer · Saller · Yıldırım · Gimber | Rzuty karne   | · Ljubicic · Chabot · Maina · Thielmann · Ehizibue | Widzów: 13 236 Sędzia: Felix Brych |

| 30 lipca 2022 | VfB Lübeck    | 1:0   | Hansa Rostock |                                     |
| 15:31         | 78' Gözüsirin | (0:0) |               | Widzów: 10 351 Sędzia: Arne Aarnink |

| 30 lipca 2022 | SV 07 Elversberg                                        | 4:3   | Bayer 04 Leverkusen                   |                                       |
| 15:31         | 2' Rochelt · 17' Koffi · 37' Schnellbacher · 74' Conrad | (3:2) | 5' Hložek · 30' Aránguiz · 89' Schick | Widzów: 7 500 Sędzia: Martin Petersen |

| 30 lipca 2022 | FC Einheit Wernigerode | 0:10  | SC Paderborn 07                                                                              |                                      |
| 15:31         |                        | (0:3) | 7', 46' Justvan · 10' (58) Leipertz · 40', 50', 53', 90' Pieringer · 49' Srbeny · 67' Tachie | Widzów: 3 000 Sędzia: Richard Hempel |

| 30 lipca 2022 | FV Illertissen | 0:2   | 1. FC Heidenheim      |                                   |
| 15:31         |                | (0:0) | 57' Mainka · 80' Beck | Widzów: 3 500 Sędzia: Marco Fritz |

| 30 lipca 2022 | SpVgg Bayreuth             | 1:3 (pd.) | HSV                                    |                                       |
| 15:31         | 16' Hemmerich · 112' Groiß | (1:0)     | 83', 111' Königsdörffer · 97' Schonlau | Widzów: 14 700 Sędzia: Michael Bacher |

| 30 lipca 2022 | Kickers Offenbach | 1:4   | Fortuna Düsseldorf                             |                                        |
| 18:01         | 57' Lemmer        | (0:1) | 33' Hoffmann · 54' Peterson · 71', 79' Ginczek | Widzów: 16 620 Sędzia: Benjamin Cortus |

| 30 lipca 2022 | FC Carl Zeiss Jena | 0:1   | VfL Wolfsburg  |                                    |
| 18:01         |                    | (0:0) | 90+2' Marmoush | Widzów: 6 100 Sędzia: Florian Heft |

| 30 lipca 2022 | Stuttgarter Kickers    | 2:0   | SpVgg Greuther Fürth |                                   |
| 18:01         | 9' Zagaria · 89' Braig | (1:0) |                      | Widzów: 7 500 Sędzia: Timo Gerach |

| 31 lipca 2022 | BSV Schwarz-Weiß Rehden | 0:4   | SV Sandhausen                              |                                       |
| 13:01         |                         | (0:3) | 23', 45' Bachmann · 32' Kutucu · 51' Żyrow | Widzów: 1 500 Sędzia: Florian Lechner |

| 31 lipca 2022 | Bremer SV | 0:5   | FC Schalke 04                                                   |                                           |
| 13:01         |           | (0:4) | 3' Zalazar · 12', 33' Drexler · 39' (sam.) Kmieć · 83' Kamiński | Widzów: 10 000 Sędzia: Patrick Hanslbauer |

| 31 lipca 2022 | FV Engers 07 | 1:7   | Arminia Bielefeld                                                    |                                           |
| 15:31         | 54' Kap      | (0:2) | 9', 70' Serra · 24', 50' Klos · 56' Okugawa · 86' Lasme · 90+1' Hack | Widzów: 3 558 Sędzia: Wolfgang Haslberger |

| 31 lipca 2022 | TSV Schott Mainz | 0:3   | Hannover 96                                     |                                     |
| 15:31         |                  | (0:2) | 36' (sam.) Ahlbach · 42' Beier · 50' (sam) Haas | Widzów: 3 000 Sędzia: Florian Exner |

| 31 lipca 2022 | SV Rödinghausen | 0:2 (pd.) | TSG 1899 Hoffenheim      |                                    |
| 15:31         |                 | (0:0)     | 115' Kabak · 118' Prömel | Widzów: 10 000 Sędzia: Robin Braun |

| 31 lipca 2022 | 1. FC Kaiserslautern | 1:2 (pd.) | SC Freiburg            |                                       |
| 15:31         | 33' Ritter           | (1:0)     | 82' Sallai · 111' Doan | Widzów: 38 317 Sędzia: Sven Jablonski |

| 31 lipca 2022 | SV Oberachern | 1:9   | Borussia Mönchengladbach                                                                          |                                       |
| 15:31         | 61' Huber     | (0:6) | 2', 22', 36' Thuram · 37', 45+3' Hofmann · 45' Bensebaini · 47' Stindl · 59' Scally · 78' Neuhaus | Widzów: 13 558 Sędzia: Nicolas Winter |

| 31 lipca 2022 | Blau-Weiß Lohne | 0:4   | FC Augsburg                                             |                                               |
| 15:31         |                 | (0:0) | 51' Maier · 69' Jensen · 81' Niederlechner · 89' Malone | Widzów: 5 000 Sędzia: Sven Waschitzki-Günther |

| 31 lipca 2022 | Eintracht Brunszwik                                               | 4:4 k. 6:5    | Hertha BSC                                                         |                                       |
| 18:01         | 63' Behrendt · 66' Lauberbach · 91' Pherai · 118' Henning         | (0:2, k. 6:5) | 10' Selke · 42' Maolida · 103' Tousart · 106' Lukebakio            | Widzów: 14 126 Sędzia: Tobias Stieler |
| 18:01         | · Pherai · Marx · Nikolaou · Donkor · Behrendt · Krauße · Henning | Rzuty karne   | · Darida · Kenny · Plattenhardt · Jovetić · Ejuke · Šunjić · Kempf | Widzów: 14 126 Sędzia: Tobias Stieler |

| 31 lipca 2022 | SV Waldhof Mannheim                              | 0:0 k. 5:3    | Holstein Kiel                       |                                       |
| 18:01         |                                                  | (0:0, k. 5:3) |                                     | Widzów: 13 137 Sędzia: Tobias Reichel |
| 18:01         | · Bahn · Rossipal · Russo · Sohm · Sohm · Wagner | Rzuty karne   | · Erras · Komenda · Schulz · Wriedt | Widzów: 13 137 Sędzia: Tobias Reichel |

| 31 lipca 2022 | FC Erzgebirge Aue | 0:3   | 1. FSV Mainz 05                          |                                      |
| 18:01         |                   | (0:1) | 41' Kohr · 70' Burgzorg · 78' Ingvartsen | Widzów: 15 500 Sędzia: Deniz Aytekin |

| 1 sierpnia 2022 | Chemnitzer FC | 1:2 (pd.) | 1. FC Union Berlin            |                                        |
| 18:01           | 62' Müller    | (0:0)     | 64' Siebatcheu · 114' Behrens | Widzów: 13 465 Sędzia: Bastian Dankert |

| 1 sierpnia 2022 | FC Ingolstadt 04 | 0:3   | SV Darmstadt 98                     |                                       |
| 18:01           |                  | (0:2) | 15' Tietz · 42' Kempe · 84' Warming | Widzów: 5 298 Sędzia: Robert Hartmann |

| 1 sierpnia 2022 | Energie Cottbus | 1:2   | Werder Brema            |                                       |
| 18:01           | 79' Heike       | (0:1) | 43' Schmid · 73' Weiser | Widzów: 20 078 Sędzia: Daniel Siebert |

| 1 sierpnia 2022 | 1. FC Magdeburg | 0:4   | Eintracht Frankfurt                         |                                     |
| 20:46           |                 | (0:2) | 4', 59' Kamada · 31' Lindstrøm · 90' Alario | Widzów: 26 350 Sędzia: Felix Zwayer |

| 30 sierpnia 2022 | FC Teutonia 05 Ottensen | 0:8   | RB Lipsk                                                                     |                                    |
| 20:46            |                         | (0:4) | 19', 20', 42' Werner · 40', 53' Silva · 56' Forsberg · 77' Nkunku · 90' Olmo | Widzów: 13 084 Sędzia: Harm Osmers |

| 31 sierpnia 2022 | FC Viktoria Köln | 0:5   | Bayern Monachium                                                    |                                            |
| 20:46            |                  | (0:2) | 35' Gravenberch · 45+1' Tel · 53' Mané · 67' Musiala · 82' Goretzka | Widzów: 50 000 Sędzia: Matthias Jöllenbeck |

### 2. runda
Mecze 2. rundy zostały rozegrane w dniach 18-19 października 2022 roku.
| 18 października 2022 | VfB Lübeck | 0:3   | 1. FSV Mainz 05                        |                                   |
| 18:00                |            | (0:2) | 16' Hack · 43' Ingvartsen · 88' Barkok | Widzów: 9 974 Sędzia: Robin Braun |

| 18 października 2022 | SV Waldhof Mannheim | 0:1   | 1.FC Nürnberg     |                                          |
| 18:00                |                     | (0:0) | 63' (sam.) Gohlke | Widzów: 15 000 Sędzia: Christian Dingert |

| 18 października 2022 | Stuttgarter Kickers | 0:2   | Eintracht Frankfurt          |                                      |
| 18:00                |                     | (0:2) | 11' Kolo Muani · 17' Smolcic | Widzów: 10 000 Sędzia: Deniz Aytekin |

| 18 października 2022 | RB Lipsk                                      | 4:0   | HSV |                                        |
| 18:00                | 33', 36' Poulsen · 69' Simakan · 81' Henrichs | (2:0) |     | Widzów: 44 787 Sędzia: Benjamin Cortus |

| 18 października 2022 | SV 07 Elversberg | 0:1   | VfL Bochum  |                                               |
| 20:45                |                  | (0:0) | 85' Losilla | Widzów: 6 911 Sędzia: Sven Waschitzki-Günther |

| 18 października 2022 | Eintracht Brunszwik | 1:2   | VfL Wolfsburg              |                                        |
| 20:45                | 40' Multhaup        | (1:1) | 8' Svanberg · 65' Kamiński | Widzów: 22 000 Sędzia: Daniel Schlager |

| 18 października 2022 | TSG 1899 Hoffenheim                                       | 5:1   | FC Schalke 04 |                                            |
| 20:45                | 5', 43' Dabbur · 16' Angeliño · 51' Kabak · 63' Kadeřábek | (3:0) | 69' Drexler   | Widzów: 15 633 Sędzia: Matthias Jöllenbeck |

| 18 października 2022 | SV Darmstadt 98        | 2:1   | Borussia Mönchengladbach |                                        |
| 20:45                | 23' Tietz · 79' Seydel | (1:0) | 48' Netz                 | Widzów: 15 850 Sędzia: Robert Schröder |

| 19 października 2022 | Hannover 96 | 0:2   | Borussia Dortmund                                   |                                       |
| 18:00                |             | (0:1) | 11' (sam.) Arrey-Mbi · 71' Bellingham · 85' Adeyemi | Widzów: 49 000 Sędzia: Sven Jablonski |

| 19 października 2022 | SC Freiburg                     | 2:1 (pd.) | FC St. Pauli |                                    |
| 18:00                | 90+3' Ginter · 119' Gregoritsch | (0:1)     | 42' Daschner | Widzów: 33 000 Sędzia: Felix Brych |

| 19 października 2022 | SV Sandhausen                                                           | 2:2 k. 8:7    | Karlsruher SC                                                               |                                       |
| 18:00                | 8' (sam.) Ambrosius · 44' Schirow                                       | (2:0, k. 8:7) | 58' Wanitzek · 72' Breithaupt                                               | Widzów: 8 644 Sędzia: Martin Petersen |
| 18:00                | · Ochs · Soukou · Papela · Bachmann · Ritzmaier · Đumić · Höhn · Kutucu | Rzuty karne   | · Wanitzek · Gondorf · Heise · Breithaupt · Rapp · Sørensen · Choi · Franke | Widzów: 8 644 Sędzia: Martin Petersen |

| 19 października 2022 | SC Paderborn 07                                  | 2:2 k. 5:4    | Werder Brema                                           |                                         |
| 18:00                | 22' Platte · 42' Conteh                          | (2:0, k. 5:4) | 65' Bittencourt · 84' Weiser                           | Widzów: 15 000 Sędzia: Frank Willenborg |
| 18:00                | · Leipertz · Justvan · Muslija · Srbeny · Tachie | Rzuty karne   | · Füllkrug · Veljković · Schmidt · Gruev · Bittencourt | Widzów: 15 000 Sędzia: Frank Willenborg |

| 19 października 2022 | FC Augsburg                        | 2:5   | Bayern Monachium                                                  |                                        |
| 20:45                | 9' Pedersen · 65' (sam.) Upamecano | (1:1) | 27', 59' Choupo-Moting · 53' Kimmich · 74' Musiala · 90+1' Davies | Widzów: 30 660 Sędzia: Bastian Dankert |

| 19 października 2022 | VfB Stuttgart                                                                  | 6:0   | Arminia Bielefeld |                                        |
| 20:45                | 20' Stenzel · 24' Endō · 28', 52' Pfeiffer · 39' Katompa Mvumpa · 67' Guirassy | (4:0) |                   | Widzów: 25 400 Sędzia: Robert Hartmann |

| 19 października 2022 | 1. FC Union Berlin      | 2:0   | 1. FC Heidenheim |                                           |
| 20:45                | 7' Puchacz · 52' Michel | (1:0) |                  | Widzów: 21 029 Sędzia: Florian Badstübner |

| 19 października 2022 | SSV Jahn Regensburg | 0:3   | Fortuna Düsseldorf                       |                                   |
| 20:45                |                     | (0:3) | 5' Peterson · 16' Kownacki · 45+1' Iyoha | Widzów: 7 892 Sędzia: Timo Gerach |

### 3. runda
Mecze 3. rundy rozegrane zostały w dniach 31 stycznia - 1 lutego i 7-8 lutego.
| 31 stycznia 2023 | SC Paderborn 07      | 1:2   | VfB Stuttgart             |                                        |
| 18:00            | 4' (sam.) Mawropanos | (1:0) | 86' Dias · 90+5' Guirassy | Widzów: 14 000 Sędzia: Daniel Schlager |

| 31 stycznia 2023 | 1. FC Union Berlin                        | 2:1   | VfL Wolfsburg  |                                         |
| 20:45            | 12' Knoche · 79' Behrens · 87' Gießelmann | (1:1) | 5' Waldschmidt | Widzów: 22 012 Sędzia: Sascha Stegemann |

| 1 lutego 2023 | RB Lipsk                              | 3:1   | TSG 1899 Hoffenheim     |                                          |
| 18:00         | 8' Forsberg · 41' Laimer · 84' Werner | (2:0) | 76' Dolberg · 86' Nsoki | Widzów: 34 822 Sędzia: Christian Dingert |

| 1 lutego 2023 | 1. FSV Mainz 05 | 0:4   | Bayern Monachium                                        |                                      |
| 20:45         | 86' Hack        | (0:3) | 17' Choupo-Moting · 30' Musiala · 44' Sané · 83' Davies | Widzów: 33 305 Sędzia: Deniz Aytekin |

| 7 lutego 2023 | SV Sandhausen | 0:2   | SC Freiburg                   |                                    |
| 18:00         |               | (0:0) | 87' Lienhart · 90+5' Petersen | Widzów: 11 782 Sędzia: Marco Fritz |

| 7 lutego 2023 | Eintracht Frankfurt                         | 4:2   | SV Darmstadt 98 |                                     |
| 20:45         | 6', 90' Kolo Muani · 44' Borré · 62' Kamada | (2:2) | 29', 31' Honsak | Widzów: 49 500 Sędzia: Felix Zwayer |

| 8 lutego 2023 | 1. FC Nürnberg                                   | 1:1 k. 5:3    | Fortuna Düsseldorf                         |                                            |
| 18:00         | 90+3' Duman · 120' Flick                         | (0:1, k. 5:3) | 33' Kownacki                               | Widzów: 26 000 Sędzia: Matthias Jöllenbeck |
| 18:00         | · Geis · Duman · Gyamerah · Schindler · Shuranov | Rzuty karne   | · Kastenmeier · Klarer · Hendrix · Niemiec | Widzów: 26 000 Sędzia: Matthias Jöllenbeck |

| 8 lutego 2023 | VfL Bochum | 1:2   | Borussia Dortmund    |                                       |
| 20:45         | 64' Stöger | (0:1) | 45+1' Can · 70' Reus | Widzów: 26 000 Sędzia: Tobias Stieler |

### Ćwierćfinał
Mecze ćwierćfinałowe odbyły się w dniach 4-5 kwietnia 2023 roku.
| 4 kwietnia 2023 | Eintracht Frankfurt | 2:0   | 1. FC Union Berlin |                                                          |
| 18:00           | 11', 13' Kolo Muani | (2:0) |                    | Commerzbank-Arena Widzów: 50 000 Sędzia: Bastian Dankert |

| 4 kwietnia 2023 | Bayern Monachium | 1:2   | SC Freiburg              |                                                  |
| 20:45           | 19' Upamecano    | (1:1) | 27' Höfler · 90+5' Höler | Allianz Arena Widzów: 75 000 Sędzia: Harm Osmers |

| 5 kwietnia 2023 | 1. FC Nürnberg | 0:1   | VfB Stuttgart |                                                           |
| 18:30           |                | (0:0) | 83' Millot    | Max-Morlock-Stadion Widzów: 50 000 Sędzia: Daniel Siebert |

| 5 kwietnia 2023 | RB Lipsk                 | 2:0   | Borussia Dortmund |                                    |
| 20:45           | 22' Werner · 90+8' Orbán | (1:0) |                   | Red Bull Arena Sędzia: Felix Brych |

### Półfinał
Mecze półfinałowe odbył się w dniach 2-3 maja 2023 roku.
| 2 maja 2023 | SC Freiburg     | 1:5   | RB Lipsk                                                                      |                                                           |
| 20:45       | 75' Gregoritsch | (0:4) | 13' Olmo · 14' Henrichs · 37', 90+7' Szoboszlai · 45+1' Nkunku · 58' Gvardiol | Europa-Park Stadion Widzów: 34 700 Sędzia: Sven Jablonski |

| 3 maja 2023 | VfB Stuttgart                     | 2:3   | Eintracht Frankfurt                       |                                                            |
| 20:45       | 19' Tomás · 83' Millot · 86' Sosa | (1:0) | 51' N’Dicka · 55' Kamada · 77' Kolo Muani | Mercedes-Benz Arena Widzów: 47 500 Sędzia: Daniel Schlager |

### Finał
Mecz finałowy został rozegrany pomiędzy RB Lipskiem i Eintrachtem Frankfurt 3 czerwca 2023 roku na Stadionie Olimpijskim w Berlinie.
| 3 czerwca 2023 | RB Lipsk                    | 2:0   | Eintracht Frankfurt |                                                                     |
| 20:00          | 71' Nkunku · 85' Szoboszlai | (0:0) |                     | Stadion Olimpijski w Berlinie Widzów: 74 322 Sędzia: Daniel Siebert |

| Puchar Niemiec w piłce nożnej 2022/2023 zwycięzcy |
| ------------------------------------------------- |
| RB Lipsk 2. tytuł                                 |